# Dimahoo
Dimahoo (グレート魔法大作戦, Gurēto Mahō Daisakusen, Great Magic Armageddon) est un jeu vidéo du type shoot 'em up à scrolling vertical développé par Raizing et édité par Capcom en janvier 2000 sur CP System II,.

## Série
1. Sorcer Striker : 1993
2. Kingdom Grandprix : 1994
3. Dimahoo